# Heteropsyche stenomorpha
Heteropsyche stenomorpha is een vlinder uit de familie van de Epipyropidae. De wetenschappelijke naam van de soort is voor het eerst geldig gepubliceerd in 1905 door Perkins.